# Viva Death
Viva Death — американская супергруппа, образованная в 2001 году из участников групп Face to Face, Foo Fighters и The Vandals. Группа выпустила четыре студийных альбома. Известны тем, что используют баритон-гитары.

## Состав

### Текущие участники
- Скотт Шифлетт — баритон-гитара, вокал (с 2001)
- Чед Блинман — эффекты (с 2002), ударные (с 2018)

### Бывшие участники
- Тревер Кейт — баритон-гитара, вокал (2001—2006)
- Крис Шифлетт — баритон-гитара (2002—2006)
- Джош Фриз — ударные (2002—2006)

## Дискография
- Viva Death (2002)
- One Percent Panic (2006)
- Curse the Darkness (2010)
- Illuminate (2018)